# Canton de Roubaix-Centre
Le canton de Roubaix-Centre est un ancien canton français, située dans le département du Nord et la région Nord-Pas-de-Calais.

## Composition
Le canton de Roubaix-Centre se composait d’une fraction de la commune de Roubaix. Il compte 37 657 habitants (population municipale) au 1er janvier 2012.
| Nom                 | Code Insee | Intercommunalité              | Population (dernière pop. légale)               |
| ------------------- | ---------- | ----------------------------- | ----------------------------------------------- |
| Roubaix (chef-lieu) | 59512      | Métropole européenne de Lille | Fraction : 37 657(2012) Commune : 95 600 (2014) |

## Histoire
Le canton de Roubaix-Centre est créé en 1985.

### Conseillers d'arrondissement de l'ancien canton de Roubaix (de 1833 à 1867)
| Période                                  | Période | Identité                                      | Étiquette | Qualité |
| ---------------------------------------- | ------- | --------------------------------------------- | --------- | --- |
| 1833                                     | 1839    | M. Delahoutre                                 |           | Propriétaire à Roubaix                                                                                      |
| 1839                                     | 1848    | Jean Ubald Ignace Wattinne-Wattel (1787-1852) |           | Négociant à Roubaix                                                                                         |
| 1940                                     |         |                                               |           | Les conseils d'arrondissement ont été suspendus par la loi du 12 octobre 1940 et n'ont jamais été réactivés |
| Les données manquantes sont à compléter. |         |                                               |           | |

### Conseillers généraux de l'ancien canton de Roubaix (1833-1867)
- De 1833 à 1848, les cantons de Lannoy et de Roubaix avaient le même conseiller général. Le nombre de conseillers généraux était limité à 30 par département[2].

| Période | Période | Identité                              | Étiquette    | Qualité |
| ------- | ------- | ------------------------------------- | ------------ | --- |
| 1833    | 1837    | Jean-Baptiste Bossut fils (1790-1874) |              | Négociant, maire de Roubaix (1840-1845) |
| 1837    | 1867    | Auguste Mimerel (1786-1871)           | Bonapartiste | Créateur d'une filature de coton, ancien maire de Roubaix (1834-1836) Député (1849-1851) Sénateur (1852-1870) Président du Conseil Général (1839) |

- En 1867 (loi du 24 juillet 1867), le canton de Roubaix est divisé en deux :

Canton de Roubaix-Est et Canton de Roubaix-Ouest.

### Conseillers généraux du canton de Roubaix-Centre (1985-2015)
| Période   | Identité      | Parti | Qualité                                                                                       |
| --------- | ------------- | ----- | --------------------------------------------------------------------------------------------- |
| 1985-1998 | Michel Ghysel | RPR   | Médecin retraité Député (1986-1988 et 1993-1997) Maire-adjoint de Roubaix Conseiller régional |
| 1998-2015 | Renaud Tardy  | PS    | Avocat Conseiller-délégué de Roubaix Vice-Président du Conseil Général                        |

## Démographie
| 1982 | 1990   | 1999   | 2006   | 2011   | 2012   |
| ---- | ------ | ------ | ------ | ------ | ------ |
| -    | 38 842 | 38 569 | 37 407 | 37 451 | 37 657 |